# Гаркуша (селище)
Гарку́ша — хутір в Темрюцькому районі Краснодарського краю. Входить у Запорізьке сільське поселення.
Розташовано на березі Таманського лиману на заході Таманського півострова.
Виноградники.
У районі хутора розташовані залишки античного городища Патрей.

## Інтернет посилання
- На сайті Запорізького сільського поселення